# Vasperviller
Vasperviller – miejscowość i gmina we Francji, w regionie Grand Est, w departamencie Mozela.
Według danych na rok 1990 gminę zamieszkiwały 284 osoby, a gęstość zaludnienia wynosiła 184 osób/km² (wśród 2335 gmin Lotaryngii Vasperviller plasuje się na 765. miejscu pod względem liczby ludności, natomiast pod względem powierzchni na miejscu 1242.).